# Косенко, Марк Иванович
Марк Иванович Косенко (1924—1988) — буровой мастер Тарко-Салинской нефтеразведочной экспедиции Тюменского геологического управления, Герой Социалистического Труда (23.01.1968).

## Биография
Родился 18 марта 1924 года в Ростове-на-Дону. Член ВКП(б)/КПСС с 1945 года.
Окончил Ростовский техникум железнодорожного транспорта (1941), работал токарем на заводе «Ростсельмаш». После начала войны вместе с заводом эвакуирован в Ташкент.
В августе 1942 г. мобилизован на военную службу, учился в Рязанском артиллерийском училище, которое в то время располагалось в Ташкенте. Участник войны с декабря 1944 года: командир взвода артиллерийской разведки, адъютант командира бригады, командир взвода разведки.
Уволился в запас в 1953 году.
С 1954 года работал в Минусинске помощником бурильщика треста «Минусинскнефтегазразведка». В марте 1959 года переехал в Тюменскую область, работал бурильщиком в Устремской, Игримской, Полноватской, Сартыньинской геологоразведочных партиях Березовской комплексной экспедиции.
Заочно окончил Черногорское техническое училище в Хакасии (1964). После этого с июля 1965 года работал в Тарко-Салинской НРЭ: бурильщик, буровой мастер, старший инженер производственно-диспетчерской службы, технолог РИТС Тарко-Салинской НРЭ.
С 1975 года — технолог районной инженерно-технологической службы.
С 1984 г. на пенсии.
Участвовал в разведке и открытии Березовского, Деминского, Игримского, Похромского, Пунгинского, Северо- и Южно-Алясовских, Чуэльского месторождений газа, Айваседо-Пуровского, Губкинского и Комсомольского месторождений на Ямале.
За выдающиеся успехи, достигнутые в открытии и разведке крупных газовых месторождений в Тюменской области, в 1968 году присвоено звание Героя Социалистического Труда.
Награждён двумя орденами Отечественной войны 2-й степени (10.06.1945, 11.03.1985), орденом Красной Звезды (16.01.1945), медалями «За отвагу» (8.05.1945), «За взятие Берлина», «За освобождение Варшавы», «За освоение недр и развитие нефтегазового комплекса Западной Сибири», другими медалями, дипломом и нагрудным знаком «Первооткрыватель месторождения» (1978, Вынгапуровское).
Умер 29 июня 1988 года.